# Goodhue County
Goodhue County is een county in de Amerikaanse staat Minnesota.
De county heeft een landoppervlakte van 1.964 km² en telt 44.127 inwoners (volkstelling 2000). De hoofdplaats is Red Wing.

## Bevolkingsontwikkeling

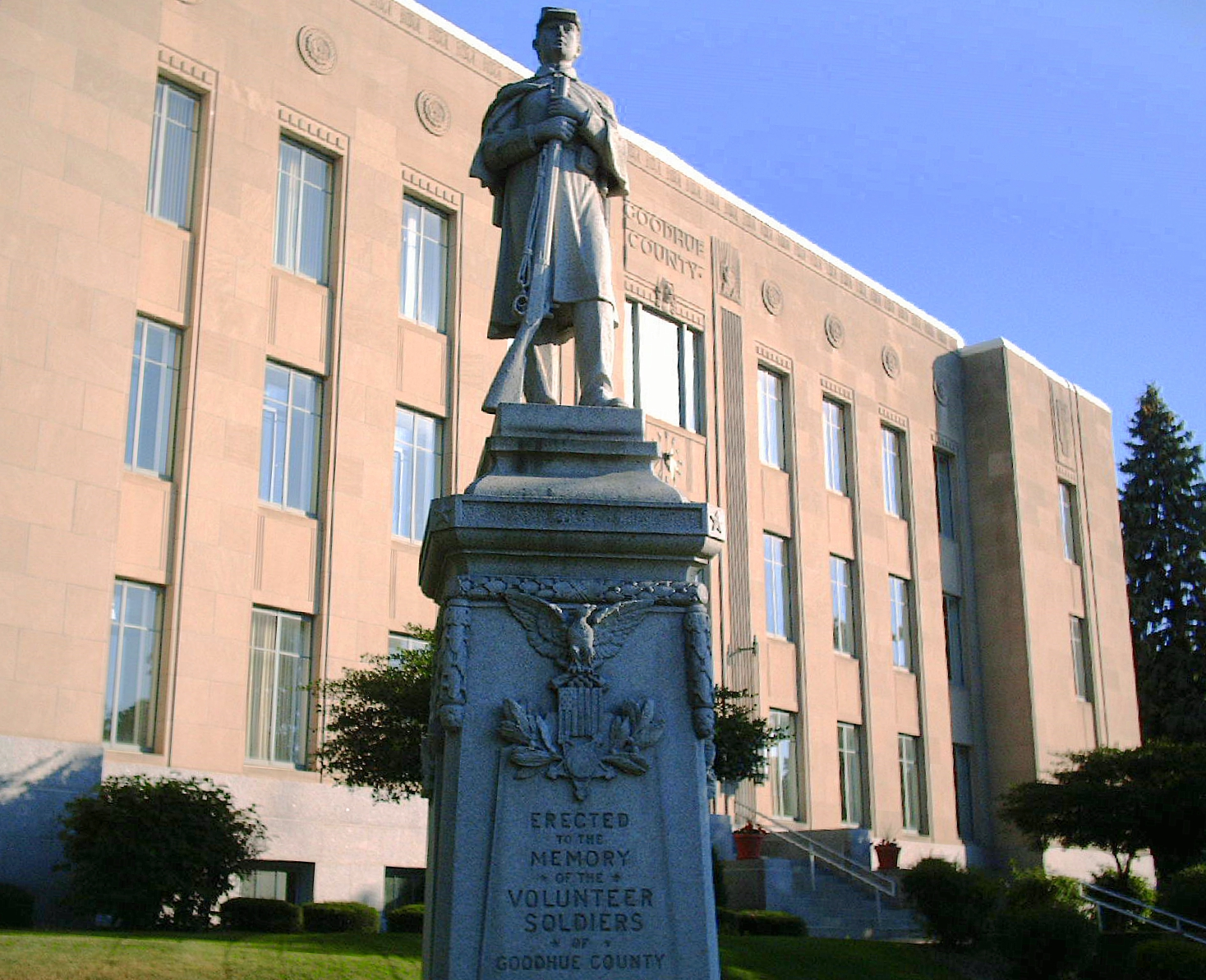
Goodhue County Courthouse